# Fabian Rießle
Fabian Rießle (ur. 18 grudnia 1990 we Fryburgu Bryzgowijskim) – niemiecki kombinator norweski, czterokrotny medalista olimpijski, sześciokrotny medalista mistrzostw świata, trzykrotny medalista mistrzostw świata juniorów oraz zwycięzca Pucharu Kontynentalnego.
We wrześniu 2020 wziął ślub z Sandrą Ringwald.

## Kariera
Po raz pierwszy na arenie międzynarodowej Fabian Rießle pojawił się 3 września 2005 roku, kiedy wystartował w zawodach FIS Race w Winterbergu. Zajął wtedy 9. miejsce w konkursie rozgrywanym metodą Gundersena. W 2009 roku wystartował na mistrzostwach świata juniorów w Štrbskim Plesie, gdzie zdobył brązowe medale w sztafecie oraz w Gundersenie, a w sprincie był czwarty. Rok później, podczas mistrzostw świata juniorów w Hinterzarten wspólnie z kolegami wywalczył złoty medal w sztafecie. Indywidualnie był ósmy w konkursie metodą Gundersena oraz piąty w sprincie.
W Pucharze Świata zadebiutował 4 stycznia 2009 roku w Schonach, gdzie zajął 36. miejsce w Gundersenie. Był to jego jedyny start w sezonie 2008/2009 więc nie został uwzględniony w klasyfikacji generalnej. Pierwsze pucharowe punkty zdobył 2 stycznia 2010 roku w Oberhofie, gdzie uplasował się na 28. miejscu w Gundersenie. Pierwszy raz na podium zawodów Pucharu Świata stanął 13 stycznia 2012 roku w Chaux-Neuve, gdzie zajął trzecie miejsce w Gundersenie. W zawodach tych wyprzedzili go jedynie Włoch Alessandro Pittin i Francuz Jason Lamy Chappuis. Wynik ten powtórzył także dzień później. sezon 2011/2012 zakończył na czternastej pozycji w klasyfikacji generalnej. W kolejnym sezonie tylko raz znalazł się w najlepszej trójce: 15 grudnia 2012 roku w Ramsau ponownie był trzeci. Nie wystąpił na mistrzostwach świata w Val di Fiemme.
W lutym w 2014 roku brał udział w igrzyskach olimpijskich w Soczi, gdzie w indywidualnych startach był ósmy na normalnej skoczni i trzeci na dużym obiekcie, przegrywając tylko z dwoma Norwegami: Jørgenem Graabakiem i Magnusem Moanem. W zawodach drużynowych wspólnie z Björnem Kircheisenem, Johannesem Rydzekiem i Erikiem Frenzelem zdobył srebrny medal. W zawodach pucharowych kilkukrotnie zajmował miejsca w czołowej dziesiątce, jednak na podium nie stanął. W sezonie 2014/2015 siedmiokrotnie plasował się w najlepszej trójce, nie odnosząc zwycięstwa - czterokrotnie był drugi i trzykrotnie trzeci. W klasyfikacji generalnej był czwarty. Podczas mistrzostw świata w Falun w lutym 2015 roku wspólnie z kolegami z reprezentacji zdobył złoty medal w sztafecie. W startach indywidualnych był dziewiąty na normalnej skoczni i dwunasty na dużym obiekcie.
Swoje pierwsze pucharowe zwycięstwo odniósł w pierwszych zawodach sezonu 2015/2016, 5 grudnia 2015 roku w Lillehammer. W kolejnych startach osiem razy stawał na podium, odnosząc jeszcze dwa zwycięstwa: 24 stycznia w Chaux-Neuve i 21 lutego 2016 roku w Lahti. W klasyfikacji generalnej był trzeci, ustępując tylko Frenzelowi i Japończykowi Akito Watabe. Kolejne dwa zwycięstwa odniósł w sezonie 2016/2017: 8 stycznia w Lahti i 22 stycznia 2017 roku w Chaux-Neuve był najlepszy w Gundersenie. Ponadto był też trzykrotnie drugi i trzykrotnie trzeci, w efekcie zajmując czwarte miejsce w klasyfikacji generalnej. Na mistrzostwach świata w Lahti ponownie jednak nie zdobył medalu w zawodach indywidualnych. Na dużej skoczni był szósty, a na normalnej czwarty, przegrywając walkę i podium z Kircheisenem o 2,2 sekundy. W zawodach drużynowych reprezentacja Niemiec z Rießle w składzie ponownie zwyciężyła.
Najlepsze wyniki osiągnął w sezonie 2017/2018, kiedy zajął trzecie miejsce w klasyfikacji generalnej, przy czym jedenaście razy stawał na podium. Na najwyższym stopniu znalazł się czterokrotnie: 17 grudnia 2017 roku w Ramsau, 14 marca w Trondheim oraz 17 i 18 marca 2018 roku w Klingenthal. W lutym 2018 roku brał udział w igrzyskach olimpijskich w Pjongczangu, gdzie zdobył złoty medal w sztafecie. Indywidualnie wywalczył srebrny medal na skoczni dużej, rozdzielając Rydzeka i Frenzela. Na normalnym obiekcie zajął siódmą pozycję.
W styczniu 2024 roku ogłosił zakończenie kariery.

## Kombinacja norweska

### Igrzyska olimpijskie
| Miejsce | Dzień     | Rok  | Miejscowość | Konkurencja           | Wynik zwycięzcy | Strata  | Zwycięzca       |
| ------- | --------- | ---- | ----------- | --------------------- | --------------- | ------- | --------------- |
| 8.      | 12 lutego | 2014 | Soczi       | Gundersen HS106/10 km | 23:50,2         | +29,4   | Eric Frenzel    |
| 3.      | 18 lutego | 2014 | Soczi       | Gundersen HS140/10 km | 22:45,5         | +1,6    | Jørgen Graabak  |
| 2.      | 21 lutego | 2014 | Soczi       | Sztafeta HS140/4x5 km | 47:13,5         | +0,3    | Norwegia        |
| 7.      | 14 lutego | 2018 | Pjongczang  | Gundersen HS109/10 km | 24:51,4         | +1:05,3 | Eric Frenzel    |
| 2.      | 20 lutego | 2018 | Pjongczang  | Gundersen HS140/10 km | 23:52,5         | +0,4    | Johannes Rydzek |
| 1.      | 22 lutego | 2018 | Pjongczang  | Sztafeta HS140/4x5 km | 46:09,8         | -       | -               |

### Mistrzostwa świata
| Miejsce | Dzień     | Rok  | Miejscowość      | Konkurencja                     | Wynik zwycięzcy | Strata  | Zwycięzca          |
| ------- | --------- | ---- | ---------------- | ------------------------------- | --------------- | ------- | ------------------ |
| 9.      | 20 lutego | 2015 | Falun            | Gundersen HS100/10 km           | 26:38,9         | +58,7   | Johannes Rydzek    |
| 1.      | 22 lutego | 2015 | Falun            | Sztafeta HS100/4x5 km           | 44:20,7         | -       | -                  |
| 12.     | 26 lutego | 2015 | Falun            | Gundersen HS134/10 km           | 22:45,8         | +36,3   | Bernhard Gruber    |
| 4.      | 24 lutego | 2017 | Lahti            | Gundersen HS100/10 km           | 26:19,6         | +32,2   | Johannes Rydzek    |
| 1.      | 26 lutego | 2017 | Lahti            | Sztafeta HS100/4x5 km           | 47:57,3         | -       | -                  |
| 6.      | 1 marca   | 2017 | Lahti            | Gundersen HS130/10 km           | 26:41,6         | +36,9   | Johannes Rydzek    |
| 7.      | 22 lutego | 2019 | Seefeld in Tirol | Gundersen HS130/10 km           | 23:43,0         | +22,3   | Eric Frenzel       |
| 1.      | 24 lutego | 2019 | Seefeld in Tirol | Sprint drużynowy HS130/2x7,5 km | 28:29,5         | -       | -                  |
| 17.     | 28 lutego | 2019 | Seefeld in Tirol | Gundersen HS109/10 km           | 25:01,3         | +1:26,5 | Jarl Magnus Riiber |
| 2.      | 2 marca   | 2019 | Seefeld in Tirol | Sztafeta HS109/4x5 km           | 50:15,5         | +1,0    | Norwegia           |
| 6.      | 26 lutego | 2021 | Oberstdorf       | Gundersen HS106/10 km           | 23:01,2         | +16,8   | Jarl Magnus Riiber |
| 2.      | 28 lutego | 2021 | Oberstdorf       | Sztafeta HS106/4x5 km           | 43:57,7         | +42,7   | Norwegia           |
| 5.      | 4 marca   | 2021 | Oberstdorf       | Gundersen HS137/10 km           | 23:11,1         | +1:57,9 | Johannes Lamparter |
| 3.      | 6 marca   | 2021 | Oberstdorf       | Sprint drużynowy HS137/2x7,5 km | 29:29,7         | +1:07,4 | Austria            |

### Mistrzostwa świata juniorów
| Miejsce | Dzień       | Rok  | Miejscowość         | Konkurencja           | Wynik zwycięzcy | Strata  | Zwycięzca            |
| ------- | ----------- | ---- | ------------------- | --------------------- | --------------- | ------- | -------------------- |
| 3.      | 5 lutego    | 2009 | Szczyrbskie Jezioro | Sprint HS100/5 km     | 13:26,0         | +15,4   | Alessandro Pittin    |
| 3.      | 7 lutego    | 2009 | Szczyrbskie Jezioro | Sztafeta HS100/4x5 km | 53:17,3         | +1:31,9 | Norwegia             |
| 4.      | 8 lutego    | 2009 | Szczyrbskie Jezioro | Gundersen HS100/10 km | 28:31,7         | +1:46,7 | Alessandro Pittin    |
| 5.      | 27 stycznia | 2010 | Hinterzarten        | Sprint HS106/5 km     | 12:55,4         | +34,8   | Junshirō Kobayashi   |
| 1.      | 29 stycznia | 2010 | Hinterzarten        | Sztafeta HS106/4x5 km | 53:00,1         | -       | -                    |
| 8.      | 31 stycznia | 2010 | Hinterzarten        | Gundersen HS106/10 km | 29:43,5         | +1:10,9 | Ole Christian Wendel |

### Puchar Świata

#### Miejsca w klasyfikacji generalnej
- sezon 2008/2009: niesklasyfikowany
- sezon 2009/2010: 60.
- sezon 2010/2011: niesklasyfikowany
- sezon 2011/2012: 14.
- sezon 2012/2013: 25.
- sezon 2013/2014: 18.
- sezon 2014/2015: 4.
- sezon 2015/2016: 3.
- sezon 2016/2017: 4.
- sezon 2017/2018: 3.
- sezon 2018/2019: 8.
- sezon 2019/2020: 5.
- sezon 2020/2021: 4.
- sezon 2021/2022: 20.
- sezon 2022/2023: 23.
- sezon 2023/2024: 66.

#### Miejsca na podium chronologicznie
| Nr  | Data              | Miejscowość   | Konkurencja             | Wynik zwycięzcy | Pozycja | Strata  | Zwycięzca           |
| --- | ----------------- | ------------- | ----------------------- | --------------- | ------- | ------- | ------------------- |
| 1.  | 13 stycznia 2012  | Chaux-Neuve   | Gundersen HS118/10 km   | 22:29,6         | 3.      | +6,0    | Alessandro Pittin   |
| 2.  | 14 stycznia 2012  | Chaux-Neuve   | Gundersen HS118/10 km   | 22:48,6         | 3.      | +0,1    | Alessandro Pittin   |
| 3.  | 15 grudnia 2012   | Ramsau        | Gundersen HS98/10 km    | 22:53,6         | 3.      | +7,4    | Magnus Moan         |
| 4.  | 6 grudnia 2014    | Lillehammer   | Gundersen HS138/10 km   | 25:01,9         | 2.      | +2,7    | Eric Frenzel        |
| 5.  | 7 grudnia 2014    | Lillehammer   | Gundersen HS138/10 km   | 25:49,8         | 2.      | +0,3    | Mikko Kokslien      |
| 6.  | 21 grudnia 2014   | Ramsau        | Gundersen HS98/10 km    | 25:58,2         | 3.      | +0,7    | Jason Lamy Chappuis |
| 7.  | 10 stycznia 2015  | Chaux-Neuve   | Gundersen HS118/10 km   | 27:31,9         | 2.      | +6,4    | Eric Frenzel        |
| 8.  | 1 lutego 2015     | Val di Fiemme | Gundersen HS134/10 km   | 25:58,7         | 3.      | +4,1    | Jørgen Graabak      |
| 9.  | 6 marca 2015      | Lahti         | Gundersen HS130/10 km   | 28:56,3         | 3.      | +9,1    | Akito Watabe        |
| 10. | 12 marca 2015     | Trondheim     | Gundersen HS140/10 km   | 24:22,9         | 2.      | +13,3   | Magnus Moan         |
| 11. | 5 grudnia 2015    | Lillehammer   | Gundersen HS138/10 km   | 25:52,4         | 1.      | -       | -                   |
| 12. | 6 grudnia 2015    | Lillehammer   | Gundersen HS100/10 km   | 25:41,8         | 2.      | +1,0    | Magnus Krog         |
| 13. | 24 stycznia 2016  | Chaux-Neuve   | Gundersen HS 118/10 km  | 21:20,5         | 1.      | -       | -                   |
| 14. | 29 stycznia 2016  | Seefeld       | Gundersen HS109/5 km    | 11:08,5         | 3.      | +43,6   | Eric Frenzel        |
| 15. | 30 stycznia 2016  | Seefeld       | Gundersen HS109/10 km   | 23:11,5         | 3.      | +1:27,7 | Eric Frenzel        |
| 16. | 31 stycznia 2016  | Seefeld       | Gundersen HS109/10 km   | 26:45,8         | 3.      | +1:09,1 | Eric Frenzel        |
| 17. | 21 lutego 2016    | Lahti         | Gundersen HS130/10 km   | 25:50,9         | 1.      | -       | -                   |
| 18. | 28 lutego 2016    | Val di Fiemme | Gundersen HS134/10 km   | 31:33,5         | 3.      | +18,4   | Magnus Krog         |
| 19. | 6 marca 2016      | Schonach      | Gundersen HS106/15 km   | 38:43,3         | 2.      | +2,1    | Jørgen Graabak      |
| 20. | 3 grudnia 2016    | Lillehammer   | Gundersen HS100/10 km   | 24:35,0         | 3.      | +25,8   | Eric Frenzel        |
| 21. | 17 grudnia 2016   | Ramsau        | Gundersen HS98/10 km    | 22:23,6         | 2.      | +1,5    | Johannes Rydzek     |
| 22. | 18 grudnia 2016   | Ramsau        | Gundersen HS98/10 km    | 22:49,4         | 2.      | +0,8    | Eric Frenzel        |
| 23. | 8 stycznia 2017   | Lahti         | Gundersen HS130/10 km   | 25:44,2         | 1.      | -       | -                   |
| 24. | 21 stycznia 2017  | Chaux-Neuve   | Gundersen HS118/10 km   | 23:01,7         | 2.      | +2,8    | Johannes Rydzek     |
| 25. | 22 stycznia 2017  | Chaux-Neuve   | Gundersen HS118/10 km   | 22:44,0         | 1.      | -       | -                   |
| 26. | 4 lutego 2017     | Pjongczang    | Gundersen HS140/10 km   | 25:12,9         | 3.      | +38,3   | Johannes Rydzek     |
| 27. | 15 marca 2017     | Trondheim     | Gundersen HS140/10 km   | 25:10,9         | 3.      | +22,2   | Eric Frenzel        |
| 28. | 16 grudnia 2017   | Ramsau        | Gundersen HS96/10 km    | 24:17,8         | 2.      | +0,7    | Eric Frenzel        |
| 29. | 17 grudnia 2017   | Ramsau        | Gundersen HS96/10 km    | 26:12,5         | 1.      | -       | -                   |
| 30. | 14 stycznia 2018  | Val di Fiemme | Gundersen HS135/10 km   | 26:19,9         | 3.      | +8,3    | Jan Schmid          |
| 31. | 26 stycznia 2018  | Seefeld       | Gundersen HS109/5 km    | 11:22,3         | 3.      | +32,4   | Akito Watabe        |
| 32. | 28 stycznia 2018  | Seefeld       | Gundersen HS109/15 km   | 34:58,6         | 3.      | +1:57,9 | Akito Watabe        |
| 33. | 10 marca 2018     | Oslo          | Gundersen HS134/10 km   | 25:19,0         | 2.      | +15,5   | Akito Watabe        |
| 34. | 13 marca 2018     | Trondheim     | Gundersen HS140/10 km   | 24:09,0         | 3.      | +28,8   | Eric Frenzel        |
| 35. | 14 marca 2018     | Trondheim     | Gundersen HS140/10 km   | 24:50,0         | 1.      | -       | -                   |
| 36. | 17 marca 2018     | Klingenthal   | Gundersen HS140/10 km   | 24:06,6         | 1.      | -       | -                   |
| 37. | 18 marca 2018     | Klingenthal   | Gundersen HS140/10 km   | 23:39,8         | 1.      | -       | -                   |
| 38. | 25 marca 2018     | Schonach      | Gundersen HS106/15 km   | 34:48,1         | 3.      | +48,1   | Akito Watabe        |
| 39. | 1 grudnia 2018    | Lillehammer   | HS98/10 km start masowy | 131,8           | 3.      | -8,2    | Jarl Magnus Riiber  |
| 40. | 22 grudnia 2018   | Ramsau        | Gundersen HS98/10 km    | 23:46,5         | 3.      | +19,1   | Jarl Magnus Riiber  |
| 41. | 23 grudnia 2018   | Ramsau        | Gundersen HS98/10 km    | 23:58,7         | 3.      | +1,0    | Jørgen Graabak      |
| 42. | 18 stycznia 2019  | Chaux-Neuve   | Gundersen HS118/5 km    | 11:16,7         | 3.      | +9,4    | Franz-Josef Rehrl   |
| 43. | 19 stycznia 2019  | Chaux-Neuve   | Gundersen HS118/10 km   | 22:58,7         | 3.      | +24,8   | Franz-Josef Rehrl   |
| 44. | 20 stycznia 2019  | Chaux-Neuve   | Gundersen HS118/15 km   | 35:44,0         | 2.      | +25,6   | Mario Seidl         |
| 45. | 3 lutego 2019     | Klingenthal   | Gundersen HS140/10 km   | 28:42,3         | 3.      | +0,7    | Jarl Magnus Riiber  |
| 46. | 7 grudnia 2019    | Lillehammer   | Gundersen HS140/10 km   | 25:54,5         | 3.      | +46,6   | Jarl Magnus Riiber  |
| 47. | 21 grudnia 2019   | Ramsau        | Gundersen HS98/10 km    | 27:29,1         | 3.      | +5,8    | Vinzenz Geiger      |
| 48. | 7 marca 2020      | Oslo          | Gundersen HS 134/10 km  | 23:59,9         | 2.      | +54,1   | Jarl Magnus Riiber  |
| 49. | 29 listopada 2020 | Ruka          | Gundersen HS142/10 km   | 25:22,1         | 2.      | +1,9    | Jens Lurås Oftebro  |
| 50. | 20 grudnia 2020   | Ramsau        | Gundersen HS98/10 km    | 23:28,8         | 3.      | +5,0    | Vinzenz Geiger      |
| 51. | 6 lutego 2021     | Klingenthal   | Gundersen HS140/10 km   | 24:59,6         | 2.      | +3,5    | Vinzenz Geiger      |
| 52. | 21 marca 2021     | Klingenthal   | Gundersen HS140/10 km   | 24:43,6         | 3.      | +17,2   | Jarl Magnus Riiber  |
| 53. | 12 grudnia 2021   | Otepää        | Gundersen HS97/10 km    | 23:33,2         | 2.      | +33,5   | Jarl Magnus Riiber  |

### Puchar Kontynentalny

#### Miejsca w klasyfikacji generalnej
- sezon 2007/2008: 41.
- sezon 2008/2009: 41.
- sezon 2009/2010: 20.
- sezon 2010/2011: 1.
- sezon 2023/2024: 6.

#### Miejsca na podium chronologicznie
| Nr  | Data             | Miejscowość       | Konkurencja           | Wynik zwycięzcy | Pozycja | Strata | Zwycięzca            |
| --- | ---------------- | ----------------- | --------------------- | --------------- | ------- | ------ | -------------------- |
| 1.  | 20 grudnia 2009  | Lake Placid       | Gundersen HS100/10 km | 25:12,2         | 3.      | +24,3  | Tomaž Druml          |
| 2.  | 5 grudnia 2010   | Steamboat Springs | Gundersen HS127/10 km | 23:35,6         | 2.      | +43,7  | Todd Lodwick         |
| 3.  | 19 grudnia 2010  | Erzurum           | Gundersen HS109/10 km | 24:58,6         | 2.      | +26,9  | Siergiej Maslennikow |
| 4.  | 15 stycznia 2011 | Klingenthal       | Gundersen HS140/10 km | 28:53,9         | 2.      | +19,7  | Kaarel Nurmsalu      |
| 5.  | 16 stycznia 2011 | Klingenthal       | Gundersen HS140/10 km | 25:46,1         | 1.      | -      | -                    |
| 6.  | 22 stycznia 2011 | Harrachov         | Gundersen HS100/10 km | 23:29,5         | 1.      | -      | -                    |
| 7.  | 9 grudnia 2023   | Lillehammer       | Gundersen HS98/10 km  | 28:53,4         | 3.      | +1,9   | Aleksander Skoglund  |
| 8.  | 19 stycznia 2024 | Klingenthal       | Kompakt HS85/7,5 km   | 18:02,7         | 1.      | -      | -                    |
| 9.  | 20 stycznia 2024 | Klingenthal       | Gundersen HS85/10 km  | 23:11,1         | 1.      | -      | -                    |
| 10. | 21 stycznia 2024 | Klingenthal       | Gundersen HS85/10 km  | 22:47,7         | 3.      | +5,0   | Wille Karhumaa       |

### Letnie Grand Prix

#### Miejsca w klasyfikacji generalnej
- 2008: 40.
- 2009: 48.
- 2010: 37.
- 2011: 14.
- 2012: nie brał udziału
- 2013: 13.
- 2014: nie brał udziału
- 2015: 2.
- 2016: 4.
- 2017: (3.)[13]
- 2018: (9.)[14]
- 2019: 4. (5.)[15]
- 2021: (11.)[16]
- 2022: (13.)[17]
- 2023: (21.)[18]

#### Miejsca na podium
| Nr | Data             | Miejscowość    | Konkurencja           | Wynik zwycięzcy | Pozycja | Strata | Zwycięzca    |
| -- | ---------------- | -------------- | --------------------- | --------------- | ------- | ------ | ------------ |
| 1. | 30 sierpnia 2015 | Oberwiesenthal | Gundersen HS106/10 km | 25:38,5         | 3.      | +18,5  | Eric Frenzel |
| 2. | 2 września 2015  | Tschagguns     | Gundersen HS108/10 km | 23:40,6         | 3.      | +24,9  | Mario Seidl  |
| 3. | 5 września 2015  | Oberstdorf     | Gundersen HS137/10 km | 26:15,0         | 1.      | -      | -            |
| 4. | 31 sierpnia 2016 | Villach        | Gundersen HS98/10 km  | 23:08,4         | 2.      | +12,9  | Mario Seidl  |
| 5. | 20 sierpnia 2017 | Oberwiesenthal | Gundersen HS106/10 km | 25:18,5         | 3.      | +12,3  | Mario Seidl  |
| 6. | 23 sierpnia 2017 | Tschagguns     | Gundersen HS108/10 km | 23:09,9         | 1.      | -      | -            |
| 7. | 26 sierpnia 2017 | Oberstdorf     | Gundersen HS137/10 km | 26:26,3         | 2.      | +22,5  | Mario Seidl  |
| 8. | 4 września 2019  | Tschagguns     | Gundersen HS108/10 km | 21:56,3         | 1.      | -      | -            |

## Biegi narciarskie

### Puchar Świata

#### Miejsca w klasyfikacji generalnej
| Sezon     | Miejsce           |
| --------- | ----------------- |
| 2018/2019 | niesklasyfikowany |

#### Miejsca w poszczególnych konkursachPucharu Świata
| Sezon 2018/2019 |                      |                          |                            |                            |    |                            |                    |                       |                      |                         |                         |                           |                           |                              |                             |     |                     |                     |                        |                            |                   |                    |                       |                      |                      |                    |                       |                     |                        |                        |     |        |        |        |        |        |        |        |        |        |        |        |        |        |        |        |        |        |        |        |        |        |        |        |        |        |
| Ruka 24.11 (SP C) | Ruka 25.11 (15 km C) | Lillehammer 30.11 (SP F) | Lillehammer 1.12 (15 km F) | Lillehammer 2.12 (15 km C) | LT | Beitostølen 8.12 (30 km F) | Davos 15.12 (SP F) | Davos 16.12 (15 km F) | Toblach 29.12 (SP F) | Toblach 30.12 (15 km F) | Val Müstair 1.01 (SP F) | Oberstdorf 2.01 (15 km C) | Oberstdorf 3.01 (15 km F) | Val di Fiemme 5.01 (15 km C) | Val di Fiemme 6.01 (9 km F) | TdS | Drezno 12.01 (SP F) | Otepää 19.01 (SP C) | Otepää 20.01 (15 km C) | Ulricehamn 26.01 (15 km F) | Lahti 9.02 (SP F) | Cogne 16.02 (SP F) | Cogne 17.02 (15 km C) | Oslo 10.03 (50 km C) | Drammen 12.03 (SP C) | Falun 16.03 (SP F) | Falun 17.03 (15 km F) | Québec 22.03 (SP F) | Québec 23.03 (15 km C) | Québec 24.03 (15 km F) | FPŚ | punkty | punkty | punkty | punkty | punkty | punkty | punkty | punkty | punkty | punkty | punkty | punkty | punkty | punkty | punkty | punkty | punkty | punkty | punkty | punkty | punkty | punkty | punkty | punkty | punkty |
| - | -                    | -                        | -                          | -                          | -  | -                          | 78                 | -                     | -                    | -                       | -                       | -                         | -                         | -                            | -                           | -   | -                   | -                   | -                      | -                          | -                 | -                  | -                     | -                    | -                    | -                  | -                     | -                   | -                      | -                      | -   | 0      | 0      | 0      | 0      | 0      | 0      | 0      | 0      | 0      | 0      | 0      | 0      | 0      | 0      | 0      | 0      | 0      | 0      | 0      | 0      | 0      | 0      | 0      | 0      | 0      |
| Legenda |                      |                          |                            |                            |    |                            |                    |                       |                      |                         |                         |                           |                           |                              |                             |     |                     |                     |                        |                            |                   |                    |                       |                      |                      |                    |                       |                     |                        |                        |     |        |        |        |        |        |        |        |        |        |        |        |        |        |        |        |        |        |        |        |        |        |        |        |        |        |
| 1 2 3 4–10 11–30 31–100 wyniki anulowane - – zawodnik nie wystartował TdS – Tour de Ski DNS – został zgłoszony do biegu, ale w nim nie wystartował DNF – nie ukończył biegu DSQ – zdyskwalifikowany |                      |                          |                            |                            |    |                            |                    |                       |                      |                         |                         |                           |                           |                              |                             |     |                     |                     |                        |                            |                   |                    |                       |                      |                      |                    |                       |                     |                        |                        |     |        |        |        |        |        |        |        |        |        |        |        |        |        |        |        |        |        |        |        |        |        |        |        |        |        |